# Chilonzor
Chilanzor (também pronunciado Chilanzar) é um dos 11 distritos (tuman) de Tasquente, a capital do Uzbequistão. 

## Características
Foi fundado na zona rural de Tasquente em 1956, nomeado após um residente de mesmo nome e foi estabelecido, como distrito, em 1981.
Chilanzar limita-se com os distritos de Uchtepa, Shayhontoxur, Yunusabad, Yakkasaray e Sergeli.